# (362238) Shisseh
(362238) Shisseh est un astéroïde de la ceinture principale.

## Description
(362238) Shisseh est un astéroïde de la ceinture principale. Il fut découvert le 19 mai 2009 à Vicques (Jura) par Michel Ory. Il présente une orbite caractérisée par un demi-grand axe de 2,57 UA, une excentricité de 0,17 et une inclinaison de 12,7° par rapport à l'écliptique.